# Cameracrane

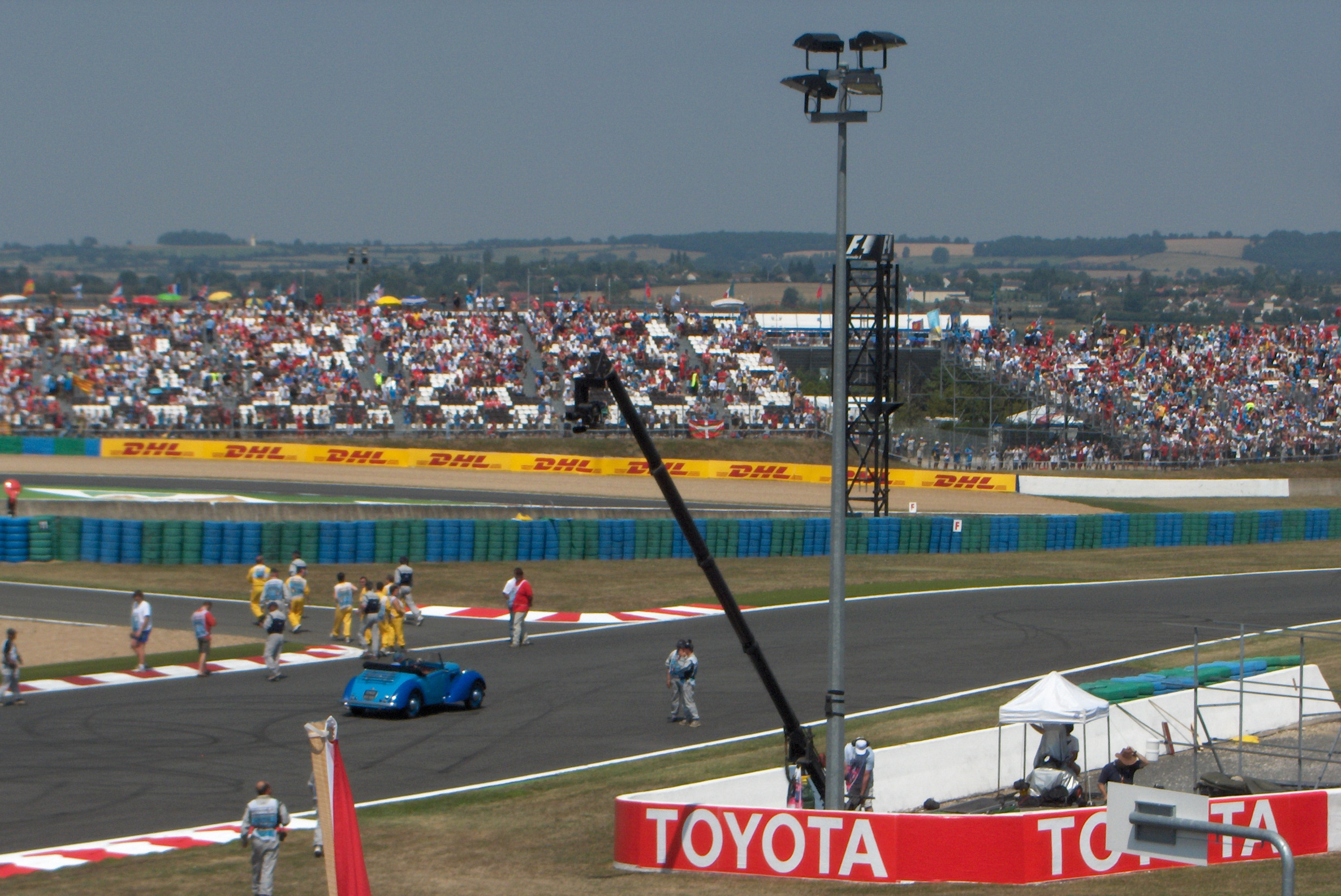
Un camera crane sul circuito di Magny-Cours

Il Cameracrane è un dispositivo utilizzato in produzioni cinematografiche e televisive per ottenere panoramiche fluide.
Sostanzialmente consiste in un'asta montata su un treppiede.
Su un estremo viene posta la videocamera, su quello opposto un contrappeso.
In questo modo con un minimo sforzo si ottengono immagini fluide e piacevoli.